# Koliha (rod)
Koliha (Numenius) je rod ptáků z čeledi slukovití, který má 9 zástupců. Jedná se o šedohnědé bahňáky s dlouhým, směrem dolů zahnutým zobákem, dlouhýma chůdovitýma nohama a krátkým ocasem. Kolihy jsou kosmopolité vyskytující se na všech kontinentech kromě Antarktidy. V Česku se vyskytuje koliha malá a koliha velká, která zde v malých počtech i hnízdí.

## Popis
Jedná se o poměrně statné ptáky, pro které je charakteristický dlouhý, tenký a dospodu zahnutý zobák a hnědě strakaté opeření. Největším zástupcem rodu je koliha východní, která dosahuje výšky až 66 cm.
Mají dlouhý krk a dlouhé nohy, které se hodí při brouzdání mělkou vodou a bahnem. Krátký ocas je zakulacený.

## Biologie a chování
Rozmnožují se v mírném a subantarktickém pásu severní polokoule. Na zimu podnikají dlouhé migrační lety do teplých oblastí. Během migrace se často po cestě zastavují, aby doplnili energetické zásoby sběrem bezobratlých živočichů a semínek. Na zimovištích obývají hlavně močály a oceánské břehy, kde v bahnitém podloží sbírají červy a kraby.

## Rozšíření
Kolihy jsou široce rozšířené. V různých ročních období obývají Evropu, Britské ostrovy, Island, Afriku, Jihovýchodní Asii, Sibiř, Severní a Jižní Ameriku i Australasii.
V Česku protahuje koliha malá a koliha velká. Koliha velká přitom zde občas i hnízdí.

## Taxonomie

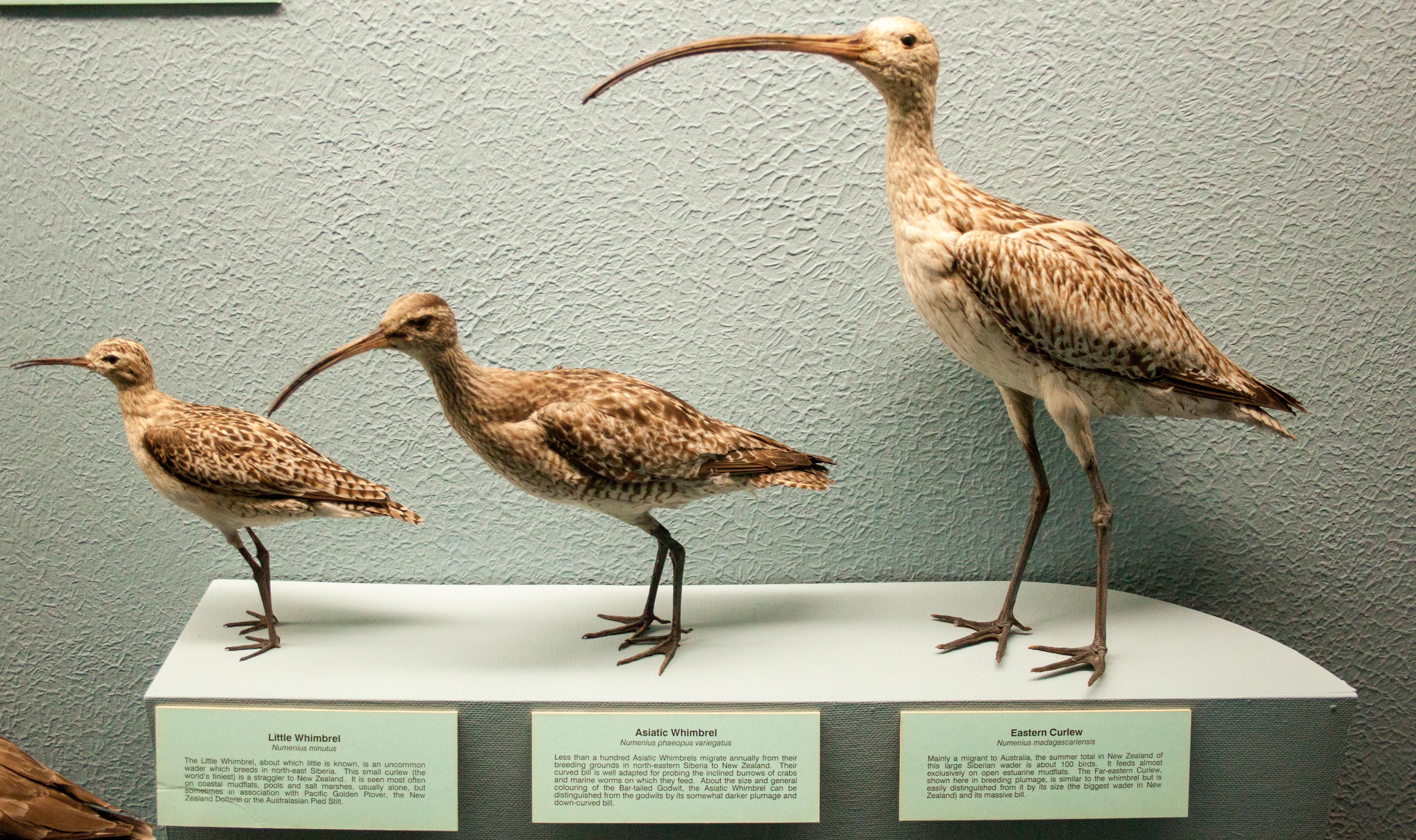
Srovnání velikosti kolih: koliha malá (vlevo) a koliha východní (vpravo)

O první popis rodu se zasloužil francouzský vědec Mathurin Jacques Brisson ve svém díle Ornithologie publikovaném roku 1760. Typový druh představuje koliha velká (Numenius arquata).
Nicméně švédský přírodovědec Carl Linné přišel s rodem Numenius již v roce 1748 v 6. vydání svého díla Systema Naturae, avšak ve svém zásadním a přelomovém 10. vydání z roku 1758 rod vypustil a kolihy přeřadil ke slukám do rodu Scolopax. Rok publikace Linného 6. vydání (1748) nastalo ještě před rokem 1758, který je obecně považován za rok vzniku zoologické nomenklatury, takže proto je za autora rodu považován Brisson a ne Linné.
Název Numenius pochází ze starořeckého noumenios, což je pták zmiňovaný Hésychiem z Milétu. Tento zmiňovaný pták je spojován s kolihami, protože jeho pojmenování je patrně odvozeno z neos, „nový“, a mene, „měsíc“, což patrně odkazuje k zobáku kolih ve tvaru půlměsíce.
Mezinárodní ornitologické unie rozeznává 9 druhů kolih:
- koliha americká (Numenius americanus)
- koliha velká (Numenius arquata)
- koliha severní (Numenius borealis) – patrně †
- koliha hudsonská (Numenius hudsonicus)
- koliha východní (Numenius madagascariensis)
- koliha nejmenší (Numenius minutus)
- koliha malá (Numenius phaeopus)
- koliha aljašská (Numenius tahitiensis)
- koliha tenkozobá (Numenius tenuirostris)